# 津熊氏
津熊氏（つのくま/つくま）しは、日本の氏族の一つ。

## 概要
河内の豪族で、楠木氏に従った忠臣として津熊三郎がいるとされる。その後、永禄2年（1559年）交野郡五箇郷侍連名帳に「津田村津熊郎左衛門尉義秀、津熊源左衛門義安、藤坂村津熊玄蕃頭兼重、及び禰宜津熊中務敦弘」が挙げられ、寛永17年（1640年）三宮拝殿着座覚には「津田村津熊氏壹軒、藤坂村津熊氏壹軒」が記される。

## 主要人物

### 平安時代
- 津熊庄の豪族である津熊盛武が現在の津田・藤坂一帯を治め、天治元年（1124年）に三宮神社を再興した。

その後治承2年（1178年）、京より従五位下文章博士の中原副雄が派遣され、同地を治める。

### 南北朝時代
- 津熊三郎参照。

### 戦国時代
- 津田正昭が三好長慶に知行地として安堵されるが、織田信長の畿内平定の折、明智光秀軍により津田城とその支城津熊砦が焼失とある。本能寺の変後、津田正時は明智軍に加勢するが討死し、豊臣時代は建部内匠守が治める。

以前より南都興福寺の傘下にあり、国人として津田村津熊郎左衛門尉義秀、津熊源左衛門義安、藤坂村津熊玄蕃頭兼重、及び禰宜津熊中務敦弘（交野郡五箇郷侍連名帳／永禄2年（1559年））が見られるが、この時代積極的には参戦しなかった。

### 江戸時代
- 外様の建部内匠守は播磨の林田へ転封。初代大阪町奉行である旗本・久貝因幡守正俊の知行地となる。

津熊武範は子育て書（教訓女朝鏡／宝暦3年（1753年））を編纂。
また、大庄屋津熊藤十郎が長尾陣屋へ提出する文書（河内国交野郡藤坂村旧記（西法寺所蔵）／寛政3年（1791年））を写し書きし、旦那寺の西法寺に預ける。同文書に庄屋津熊唯治郎も見える。
- 豊臣政権下で尼崎郡代700石であった池田氏一門の家老建部氏は、宗主である姫路藩主池田氏の転封により林田に移り、林田藩が成立。その折、長尾の一部の津熊氏も建部氏の家臣として林田へ入植した。（元和3年（1617年））

池田家文庫の筆頭家老伊木家の藩士奉公書（明治2年11月（1869年））によると「陪臣. 主人：家老・建部池田. /先祖：津熊半右衛門（津熊貞吉.津熊隈図を改名）.津熊繁右衛門（津熊浅吉.津熊源太右衛門を改名）.父・津熊繁右衛門. 書上：津熊Ж（津熊常之丞を改名）；」とある。

### 地名
津熊の森（倉敷市玉島）

### 神輿名・神社
津熊屋台（姫路市甲八幡神社）、
津熊地（うぶすな）神社（姫路市豊富町）